# Martin Stammer
Martin Otto Wilhelm Hans Stammer, auch Martin Otto Stammer, (* 6. Februar 1883 in Mustin; † 10. Mai 1966 in Lübeck) war ein deutscher evangelisch-lutherischer Theologe, Pädagoge und Politiker (DVP).

## Leben
Martin Stammer wurde als Sohn des Pastors Hans Friedrich Carl Stammer in Mustin bei Ratzeburg im Herzogtum Lauenburg geboren. Nach dem Besuch der Lauenburgischen Gelehrtenschule in Ratzeburg und dem Abitur 1902 am Gymnasium Fridericianum in Schwerin nahm er ein Studium der Theologie, Philosophie, Geschichte und Germanistik an den Universitäten in Tübingen, Rostock und Berlin auf, das er 1906 mit dem ersten theologischen Staatsexamen abschloss. In Rostock trat er 1903 dem Rostocker Wingolf bei. Er arbeitete von 1907 bis 1909 als Rektor an der Stadtschule in Rehna, bestand 1908 das zweite theologische Staatsexamen und wurde 1909 Hilfsprediger in Röbel/Müritz. Von 1909 bis 1915 war er als Pastor in Russow tätig. 1912 promovierte er an der Universität Rostock zum Lic. theol. (Dissertationsarbeit: Schleiermachers Ästhetizismus in Theorie und Praxis während der Jahre 1796 bis 1802: Ein Beitrag zur Geschichte und Wertung der ästhetischen Weltanschauung).
Stammer arbeitete von 1915 bis 1923 zunächst als Zweiter Pastor und von 1923 bis 1925 dann als Erster Pastor an der Rostocker Nikolaikirche. Von 1915 bis 1919 sowie erneut von 1922 bis 1924 war er Schriftleiter des Mecklenburgischen Kirchen- und Zeitblattes. Darüber hinaus war er von 1919 bis 1924 Mitglied der verfassunggebenden Landessynode und der ersten ordentlichen Synode der Evangelisch-Lutherischen Landeskirche Mecklenburg-Schwerin.
Stammer bestand 1918 die wissenschaftliche Prüfung für das Lehramt an Höheren Schulen in den Fächern Religion, Deutsch und Hebräisch und war von 1919 bis 1921 Repetent an der Universität Rostock für Hebräisch und Griechisch. 1922 wurde er an der Rostocker Universität zum Dr. phil. promoviert (Dissertationsarbeit: Die Anfänge des mecklenburgischen Liberalismus bis zum Aufmarsch der Parteien im verfassungsgebenden Landtage des Jahres 1848). Er war von 1927 bis 1929 als Studienrat am Realgymnasium in Schwerin tätig und wirkte von 1929 bis 1939 als Professor für Religionspädagogik und Volkskunde an der Hochschule für Lehrerbildung in Rostock. 1939/40 war er Studienrat am Friedrich-Wilhelms-Gymnasium, von 1940 bis 1951 dann Studienrat bzw. Oberstudienrat am Kant-Gymnasium in Berlin. Von 1947 bis 1954 fungierte er als Leiter des Pädagogischen Seminars in Berlin-Spandau.
Martin Stammer war zweimal verheiratet, zunächst mit Elisabeth Kretzschmar, dann mit Else Westphal.

## Politik
Stammer trat in die Deutsche Volkspartei (DVP) ein und war von 1921 bis 1924 sowie erneut von 1926 bis 1927 Abgeordneter des Mecklenburg-Schwerinschen Landtages. Vom 18. März 1924 bis zum 21. April 1926 amtierte er als Staatsminister der Justiz sowie als Staatsminister für Unterricht, Kunst, geistliche und Medizinalangelegenheiten in der von Ministerpräsident Joachim Freiherr von Brandenstein geführten Regierung des Freistaates Mecklenburg-Schwerin. Er unterzeichnete im November 1933 das Bekenntnis der Professoren an den deutschen Universitäten und Hochschulen zu Adolf Hitler.

## Kabinette
- Kabinett Brandenstein I (Mecklenburg-Schwerin), Kabinett Brandenstein II (Mecklenburg-Schwerin) (Staatsminister für Justiz, Unterricht, Kunst, geistliche und Medizinalangelegenheiten)